# 破傷風
破傷風（はしょうふう、tetanus）は、破傷風菌を病原体とする人獣共通感染症の一つ。病原菌が産生する神経毒による急性中毒である。

## 概要
破傷風は、破傷風菌と呼ばれる細菌が作る毒素で発症する感染症、病気。破傷風菌は、酸素があると増えることのできない嫌気性菌であるため、芽胞という固い殻に包まれた状態で、土などの空気に触れない環境に存在している。そのため、傷がありながら土に触れると、破傷風菌芽胞が傷口に入り込み、体内という嫌気状態で菌が増殖し、毒素を出す。破傷風菌による毒素は、神経を抑制する機能の神経に作用し、神経を「過活動の状態」にする。これが原因で、人体に筋肉のけいれんや、こわばりがおこる。

## 疫学
集団感染によるアウトブレイクは起きない。日本では感染症法施行規則で5類感染症全数把握疾患に定められており、診断した医師は7日以内に最寄りの保健所に届け出る。年間100件を超える届出がある。
世界的には、先進諸国での発症症例数の報告は少ない。これは、三種混合ワクチンの普及による所が大きい。発展途上国では正確な統計ではないが、数十万〜100万程度の死亡数が推定されており、その大多数が乳幼児である。特に、新生児のへその緒（臍帯）の不衛生な切断による新生児破傷風が大多数を占める。
また動物においては家畜伝染病予防法上の届出伝染病であり、対象動物は牛、水牛、鹿、馬である（家畜伝染病予防法施行規則2条）。哺乳類に対する感度が強いが、鳥類は強い抵抗性を持つ。日本では年間、牛で約90件、馬で数件の届出がある。

## 原因病原体
土壌中に生息する嫌気性生物である破傷風菌 (Clostridium Tetani) が、傷口から体内に侵入することで感染を起こす。破傷風菌は、芽胞として自然界の土壌中に世界に広く常在している。多くは自分で気づかない程度の小さな切り傷から感染している（1999-2000年では23.6%）。
芽胞は土中で数年間生存する。ワクチンによる抗体レベルが十分でない限り、誰もが感染し発症する。芽胞は創傷部位で発芽し、増殖する。新生児の破傷風は、衛生管理が不十分な施設での出産の際に、新生児の臍帯の切断面を汚染して発症する。ヒトからヒトへは感染しないが、呼吸や血圧の管理が可能な集中治療室などで実施することが望ましい。

## 症状
破傷風菌は毒素として、神経毒であるテタノスパスミンと溶血毒であるテタノリジンを産生する。テタノスパスミンは、脳や脊髄の運動抑制ニューロン（γ-ニューロン）に作用し、重症の場合は全身の強直性痙攣を引き起こし、舌を噛んで出血したり、背骨を骨折することもある。この作用機序と毒素（および抗毒素）は1889〜1890年（明治22〜23年）、北里柴三郎により世界で初めて発見される。
神経毒による症状が激烈である割に作用範囲が筋肉に留まるため、意識混濁はなく鮮明である場合が多い。このため患者は、絶命に至るまで症状に苦しめられ、古来より恐れられる要因となっている。
| 病期                     | 状態の解説・症状                                                                                       | 一般的な期間  |
| ------------------------ | --- | ------------- |
| 第一期（潜伏期）         | 身体、受傷部の違和感、頸部や顎の疲労感、寝汗、歯ぎしり                                                 | 1〜7日間      |
| 第二期（痙攣発作前期）   | 「破傷風顔貌」と呼ばれる状態で次第に開口障害が強くなる。語・嚥下障害、咬筋・頸部筋などの圧痛、四肢硬直 | 数時間〜1週間 |
| 第三期（全身痙攣持続期） | 生命に最も危険な時期。バビンスキー反射、後弓反張、クローヌス亢進、呼吸困難                             | 2〜3週間      |
| 第四期（回復期）         | 各種の症状が緩和し全身性の痙攣はみられないが、筋の強直、腱反射亢進は残る。                             | 2〜3週間      |

※破傷風病期と症状の表は「外傷歴のない破傷風の1例」と国立感染症研究所資料より引用し改変。

## 予後
破傷風の死亡率は50%である。成人でも15〜60%、新生児に至っては80〜90%と高率である。新生児破傷風は生存しても難聴をきたすことがある。
治療体制が整っていない地域や戦場では、さらに高い致死率を示す。

## 治療
破傷風発症による発作（痙攣）は光や音に反応して起き、少しの刺激で痙攣が誘発されるので、刺激を避ける目的で部屋に暗幕を垂らしてできるだけ部屋を暗くしたり、音を遮断した静かな部屋で治療する。
外傷
外傷が認められる場合は外傷に対する治療を行う。
対病原体
破傷風菌に対しては、抗菌薬のメトロニダゾール、ペニシリン、テトラサイクリンの投与が行われる。体内の毒素に対しては、抗生物質は効かない。毒素の中和には抗破傷風免疫グロブリンを用いる。破傷風は治癒しても免疫が形成されないので、回復後に破傷風ワクチンの接種を一通り受けることが求められる。
免疫療法
病原体と毒素に対する治療と並行し、免疫療法が行われる。
- 能動免疫
  - 破傷風毒素と抗原性を同じくする沈降破傷風トキソイドの注射による投与を実施し抗体（抗毒素）を産生させる。
- 受動免疫
  - 毒素に対する抗体（抗毒素）を投与し発症の予防や症状の軽減を図る。

### 治療の歴史
破傷風は、外傷から筋肉痙攣を起こし、死亡する病気として古代から知られていた。古代ギリシャの医師ヒポクラテスが記録に残している。
1884年に、ドイツ帝国のアルトゥール・ニコライアーが土壌中に桿状の菌（破傷風菌）を発見し、その毒素を確認したが、純粋培養はできなかった。1884年にトリノ大学の病理学者、 カルレ（Antonio Carle）とラットーネ(Giorgio Luigi Rattone)が動物実験で、破傷風の伝染性を証明した。
1891年に、北里柴三郎が破傷風菌の純粋培養に成功し、動物実験で菌による発症を確認し、抗体が作られることを確認した。1897年にフランスの獣医師ノカール(Edmond Nocard)は、抗毒素によって人間に免疫が作られることを示した。1924年にPierre Descombeyによって、抗毒素ワクチンが開発され、第二次世界大戦の戦傷者の予防・治療に用いられた。

## 予防

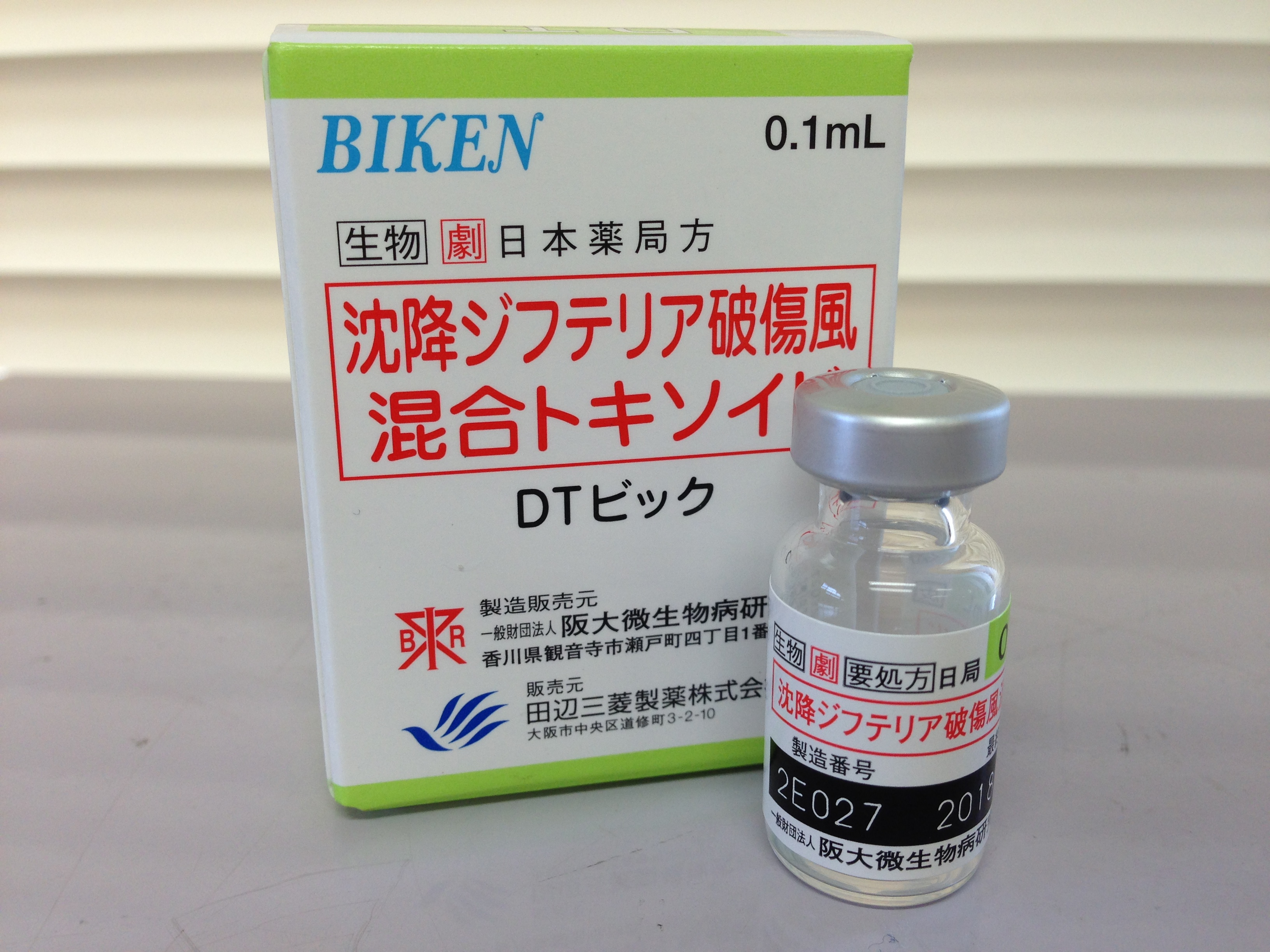
ジフテリア・破傷風混合ワクチン （DTワクチン）

予防接種のみによって免疫を獲得出来るが、獲得した免疫は10年程度で減弱し、感染予防に必要な血中抗体価0.01 IU/mLを下回るため、10年ごとの追加接種が必要である。
破傷風菌の芽胞は、そこら中に存在しているが、健康状態で芽胞に接しても、免疫は得られない。これは、芽胞が発芽して生成された毒素が破傷風の原因であり、芽胞そのものは免疫反応の対象とならないためである。つまり、抗毒素（破傷風菌の毒素に対する抗体）を作る能力を人体に備えさせるもので、解毒や殺菌とは異なる作用に基づく。
日本では、破傷風ワクチンを加えた三種混合ワクチンの予防接種が全国化された1968年以前に産まれた世代は、発症リスクが高い。土に触れる作業従事者や災害後には特に注意が必要で、被災地の災害ボランティアに参加する際には、受け入れ機関で予防接種歴があるかを確認される。ボランティアはもちろんだが、より高度な救助行動を行う自衛官には、破傷風ワクチン接種が義務付けられている。

### 予防接種
不活化ワクチン（沈降破傷風トキソイド）によって行われ、沈降破傷風トキソイドのみの製剤の他、日本では小児定期接種の四種混合ワクチン (DPT-IPV)、三種混合ワクチン (DPT)、二種混合ワクチン (DT) に含まれている（D:ジフテリア、P:百日咳、T:破傷風、IPV:不活化ポリオワクチン）。日本には破傷風ワクチンの製造企業は5社あり、用法・効果は同一である。
|                                                  | ワクチン量 (mL) | 抗原量 (Lf)      | 国際単位         | 参考ジフテリア抗原量 (Lf) |
| ------------------------------------------------ | --------------- | ---------------- | ---------------- | ------------------------- |
| トキソイド（KMバイオ）                           | 0.5             | 10以下           |                  | 0                         |
| トキソイド（生研、北里第一三共、タケダ、ビケン） | 0.5             | 5以下            | 20以上           | 0                         |
| DPT-IPV                                          | 0.5             | 2.5以下          | 13.5以上（力価） | 15以下                    |
| DPT                                              | 0.5             | 2.5以下 or 約2.5 | 9以上            | 15以下 or 約15            |
| DT（KMバイオ）                                   | 0.1             | 2以下            |                  | 約5                       |
| DT（生研、北里第一三共、タケダ、ビケン）         | 0.1             | 1以下 or 約1     | 4以上            | 5以下 or 約5              |

ただし、小児定期接種で1968年以前は破傷風を含まないDPワクチンが主に使用され、また1975年〜1981年には副作用によりDPTワクチン接種が中断された。このため、その両時期いずれかの接種対象者は、破傷風の予防接種を全く受けていない可能性があるため、母子健康手帳を確認すること。

### 渡航ワクチン
破傷風ワクチンは、世界中どの地域でも1ヶ月以上の滞在には接種推奨のワクチンである。検疫所に届けられた予防接種実施機関やトラベルクリニックで、海外渡航者向けの有償予防接種を行っている。
予防接種は標準で3回の接種（筋肉注射）を要する。すなわち、1回目の接種から1ヶ月後に2回目、1年後に3回目の接種を行う。これは、（有効）免疫と免疫記憶という抗毒素の作用機構に基づくものである。ここで3回目の接種を行うと、基礎免疫が備わり4年から10年ほど免疫が得られる。
推奨される投与スケジュール
- 40歳以上：トキソイド 0.5 mLを初回、3〜8週後、6ヶ月以上後の計3回接種。2回目以降は強い局所反応が出ることがある。あまりに副作用が強い場合は以前、接種したことがなかったかどうかもう一度確認する必要がある。2回目に強い局所反応があったら3回目は中止。
- 30歳代：DT 0.2 mL
- 20歳代：DT 0.1 mL または DPT 0.2 mL

### 外傷後ワクチン
動物咬傷、古い釘を踏んで足に刺さった等の外傷後に対して、予防接種される。
トキソイド 0.5 mLを受傷直後1回、1ヶ月後に1回の計2回接種が推奨され、小中学生の高度汚染創には、トキソイド 0.5 mL を受傷直後1回のみ接種するが、接種局所の強い腫脹・疼痛の出現が予想されるため、注意が必要である。外傷後感染予防に診療報酬が適応されるのは、単価破傷風ワクチンのみで、トキソイド以外を接種することは出来ない。

## 動物の破傷風
破傷風は、ヒト以外にも感染する。馬で最も感受性が高く、鳥類は抵抗性が強い。有名なところでは、1951年（昭和26年）に競走馬のトキノミノルが無傷の10連勝で東京優駿（日本ダービー）を制したわずか17日後、破傷風による敗血症により急死したケースがある。無敗の牡馬クラシック二冠馬が菊花賞開催前に疫病で死亡というのは競馬サークルのみならず世間にも衝撃を与えた。当時はヒト用の不活化ワクチンさえ日本には存在しない時代であり、現在使用されているウマ用の破傷風ワクチンも、当時は存在していなかった。なお、トキノミノルの病状は精細に記録され、後の破傷風研究に役立てられた。

## 関連法規
- 感染症法 - 5類感染症全数把握疾患
- 家畜伝染病予防法 - 届出疾患

## 破傷風と文学作品
日本映画『震える舌』（1980年）で、破傷風の凄惨な闘病が描かれている。森鷗外の短編小説『カズイスチカ』（初出「三田文学」1911年）にも破傷風の患者が登場し、その激しい症状が描写されている。